# 13個難題
《13個難題》是英國推理作家阿嘉莎·克莉絲蒂所著的短篇小說集，收錄13部短篇小說，珍·瑪波小姐在這部作品裡首度登場。於1932年6月在英國首度出版，標題名為《13個難題》（The Thirteen Problems）；次年在美國出版，標題名為《週二俱樂部謀殺案》（The Tuesday Club Murders）。
書中的前六篇故事最早於1927至1928年間陸續在雜誌上刊登，由於評價不錯，克莉絲蒂又再寫了後七篇故事，刊登在另份雜誌上。

## 內容
1. 《週二夜間俱樂部（法语：Le Club du Mardi）》
2. 《艾絲卡特的聖壇（法语：Le Sanctuaire d'Astarté）》
3. 《金塊（法语：Les Lingots d'or）》
4. 《血染人行道（法语：Le Perron sanglant）》
5. 《機會與動機（法语：Motif contre occasion）》
6. 《聖彼得的拇指印（法语：Le Pouce de saint Pierre）》
7. 《藍色的天竺葵（法语：Le Géranium bleu）》
8. 《伴護（法语：La Demoiselle de compagnie）》
9. 《四個嫌疑犯（法语：Les Quatre Suspects）》
10. 《聖誕節慘案（法语：Une tragédie de Noël）》
11. 《死亡草（法语：L'Herbe de mort）》
12. 《班格樓事件（法语：L'Affaire du bungalow）》
13. 《溺死（法语：Une noyée au village）》

## 改編作品
《13個難題》中三個短篇：《聖彼得的拇指印》、《藍色的天竺葵》和《死亡草》有被英國ITV電視劇《瑪波小姐探案》改編。

## 外部連結
- （页面存档备份，存于），阿嘉莎·克莉絲蒂官網（英文）